# Uwantme2killhim?
uwantme2killhim? (You Want Me To Kill Him?) (Al Español: Quieres Que Lo Mate) es una película de drama y suspenso del 2013 dirigida por Andrew Douglas. La película está protagonizada por Jamie Blackley y Toby Regbo y estrenada en el Edinburgh International Film Festival. Se basa en una historia real y trata de escolares adolescentes que se sienten atraídos a un mundo complicado del chat en línea.

## Sinopsis
Relata la caída de un adolescente en el peligroso mundo del Internet y las terribles consecuencias de sus acciones.

## Reparto
- Jamie Blackley como Mark.
- Toby Regbo como John.
- Joanne Froggatt como La Detective Sarah Clayton.
- Liz White como Janet.
- Jaime Winstone como Rachel.
- Mark Womack como Mark's Dad.
- Amy Wren como Zoey.
- Louise Delamere como Mark's Mum.
- Stephanie Leonidas como Kelly.
- James Burrows como Ryan Robins.
- Mingus Johnston como Kevin.

## Recepción
La crítica para uwantme2killhim? se ha mezclado a positivo. Lo más común de las críticas se centran en los actores principales. Otros comentarios cuestionaron que la película tenga que repetir elementos de la trama y la credibilidad de algunas de las escenas.